# 小柔SeeU
小柔SeeU（シャオロウシーユー、1989年12月31日 - ）は、中華人民共和国のイラストレーター、コスプレイヤー。本名:施佳。

## 経歴・人物

### イラストレーターとして
1989年12月31日、四川省徳陽市に生まれる。絵を描く事が好きで、子供の時から絵を描いていた。上海市の同済大学芸術与伝媒学院動画系（芸術・メデイア学部動画学科）入学（アニメーションデザイン専攻）。卒業後はイラストレーターとして活動。ゲーム原画デザインも学ぶ。
日本企業の依頼によりVtuberのニジキユイのイラストデザインを手掛ける。最近（2018年）は日本でもイラストの仕事を受けるようになってきた。コスプレも絵を描くのもどちらも同じくらい好きだが、2018年現在コスプレにかける時間のほうが多い。

### コスプレーヤーとして
大学在学中、コスプレ社団でコスプレを始める。初めてのコスプレは『魔法少女まどか☆マギカ』。
2018年4月1日、ACOS秋葉原店の一日店長を務める。写真集の頒布やサイン会を行う。この年、「世界コスプレサミット2018」のゲストコスプレイヤー。また、ニジキユイのお披露目イベントのため来日。
2019年、シンガポールで開催された東南アジア最大級のアニメイベント「C3AFA Singapore 2019」に、ブロックチェーン連動ゲーム「Job Tribes」の公式コスプレイヤーとして出演。
公式コスプレイヤーなどの仕事は別として、毎月2 - 3種類のキャラクターのコスプレを新たにしている。今でも（2018年）動漫展など中国国内のイベントに年十数回は参加している。
アニメ映画『天気の子』のコスプレ写真を新海誠監督に褒められたこともある。

### 出版
- 『如煙・捨影 ―中華風コスプレフォトアルバム』（サークルSeeu小柔）
- 『TAMAMO PARADISE』（サークル小柔SeeU、2019/08/10）
- 『Maid:Grand Order』（サークル小柔SeeU、2019/08/10）
- 『華』
- 『絆』（C97にて頒布）
- 『ランジェリー繚乱』（2018）
- 『ME・GU・MI - SeeU's cosplay photo book -』

### 私生活
2015年、小小白と結婚。
一人娘がいる。